# Methanocalculus
En taxonomía, Methanocalculus es un género de los Methanomicrobiales. Estos organismos son procariotas que producen metano.
Contiene cuatro especies:
- Methanocalculus chunghsingensis
- Methanocalculus halotolerans
- Methanocalculus pumilus
- Methanocalculus taiwanensis

El genoma de Methanocalculus es relativamente diferente de las de otros géneros de arqueas metanógenas, con menos del 90% de similitud entre sus genes 16S ARNr. Las especies dentro de Methanocalculus también son más tolerantes a alta salinidad que otros microorganismos, y pueden vivir a concentraciones de sal tan altas como 125 g/L. Sin embargo, algunas especies dentro de Methanocalculus son neutrófilas y Methanocalculus natronophilus, descubierta en 2013, es estrictamente alcalófila.

## Nomenclatura
El nombre "Methanocalculus" tiene raíces latinos: "methano" por metano y "calculus" por guijarro.  En todo, es organismo en forma de guijarro que produce metano.

## Otras lecturas

### Revistas científicas
- Judicial Commission of the International Committee on Systematics of Prokaryotes (2005). «The nomenclatural types of the orders Acholeplasmatales, Halanaerobiales, Halobacteriales, Methanobacteriales, Methanococcales, Methanomicrobiales, Planctomycetales, Prochlorales, Sulfolobales, Thermococcales, Thermoproteales and Verrucomicrobiales are the genera Acholeplasma, Halanaerobium, Halobacterium, Methanobacterium, Methanococcus, Methanomicrobium, Planctomyces, Prochloron, Sulfolobus, Thermococcus, Thermoproteus and Verrucomicrobium, respectively. Opinion 79». Int. J. Syst. Evol. Microbiol. 55 (Pt 1): 517-518. PMID 15653928. doi:10.1099/ijs.0.63548-0.
- Euzeby JP; Tindall BJ (2001). «Nomenclatural type of orders: corrections necessary according to Rules 15 and 21a of the Bacteriological Code (1990 Revision), and designation of appropriate nomenclatural types of classes and subclasses. Request for an Opinion». Int. J. Syst. Evol. Microbiol. 51 (Pt 2): 725-727. PMID 11321122.
- Ollivier B; Fardeau ML; Cayol JL; Magot M et al. (1998). «Methanocalculus halotolerans gen. nov., sp. nov., isolated from an oil-producing well». Int. J. Syst. Bacteriol. 48 (3): 821-828. PMID 9734036. doi:10.1099/00207713-48-3-821.
- Rouviere P; Mandelco L; Winker S; Woese CR (1992). «A detailed phylogeny for the Methanomicrobiales». Syst. Appl. Microbiol. 15 (3): 363-371. PMID 11540078. doi:10.1016/S0723-2020(11)80209-2.
- Balch WE; Fox GE; Magrum LJ; Woses CR et al. (1979). «Methanogens: reevaluation of a unique biological group». Microbiol. Rev. 43 (2): 260-296. PMC 281474. PMID 390357.
- Zhilina, T. N.; Zavarzina, D. G.; Kevbrin, V. V.; Kolganova, T. V. (noviembre de 2013). «Methanocalculus natronophilus sp. nov., a new alkaliphilic hydrogenotrophic methanogenic archaeon from a soda lake, and proposal of the new family Methanocalculaceae». Microbiology 82 (6): 698-706. doi:10.1134/S0026261713060131.

### Bases de datos científicas
- Methanocalculus en NCBI
- en NCBI Central